# دنفر إس. ديكرسون
دنفر إس. ديكرسون هو صحفي وسياسي أمريكي، ولد في 24 يناير 1872 في ميلفيل في الولايات المتحدة، وتوفي في 28 نوفمبر 1925 في كارسون سيتي في الولايات المتحدة. نشط حزبياً في Silver Party ‏ والحزب الديمقراطي. وقد انتخب حاكم نيفادا ‏ (22 مايو 1908 – 2 يناير 1911) وانتخب رئيس الشرطة.